# Nowiki (Ukraina)
Nowiki (ukr. Новики) – wieś na Ukrainie w rejonie tarnopolskim należącym do obwodu tarnopolskiego.
W czasie okupacji niemieckiej mieszkające tutaj Polki, siostry Helena Zaleska z d. Harasymiszyn i Franciszka Harasymiszyn, ukrywały Żydów z rodziny Strickerów, zaś inna Polka, także Helena Zaleska, ukrywała Celinę Lieberman. Po wojnie Instytut Jad Waszem uhonorował je za to tytułami Sprawiedliwych wśród Narodów Świata.
Do 2020 w rejonie zbaraskim.